# Rundsporthalle Waiblingen
Die Rundsporthalle Waiblingen ist eine Sporthalle in Waiblingen. Ihr Fassungsvermögen liegt bei 763 Plätzen.

## Lage
Die Halle befindet sich in der Beinsteiner Straße zwischen Waiblingen und dem Stadtteil Beinstein. Unmittelbar neben der Halle verläuft die Rems. Über eine Fußgängerbrücke können das auf der anderen Flussseite gelegene Freibad Waiblingen, das Bootshaus der Rudergesellschaft Ghibellinia Waiblingen e. V. sowie die Sportanlagen des VfL Waiblingen erreicht werden.
In Nachbarschaft zur Halle befindet sich ein Festplatz, auf dem unter anderem Zirkusse gastieren.

## Halle
Die Rundsporthalle ist eine von acht Rundsporthallen klassischen Typs in Baden-Württemberg, die in den 1960er und 1970er Jahren erbaut wurden.
Die fest installierte Tribüne hat 483 Sitzplätze und etwa 100 Stehplätze. Dazu kommen bei Bedarf 180 weitere Plätze auf mobilen Tribünen.
In die Halle ist eine Boulderwand integriert.

## Nutzung
Die Rundsporthalle Waiblingen ist die Heimspielstätte der Handballer des VfL Waiblingen Handball. Die erste Frauenmannschaft trägt hier ihre Heimspiele aus. In den 1970er und 1980er Jahren traten die Frauen des zwischenzeitlich aus dem VfL Waiblingen ausgegliederten Vereins in der Rundsporthalle zu ihren Heimspielen in der Bundesliga an. In der Saison 2022/23 spielte die erste Frauenmannschaft nach 38 Jahren wieder in der Bundesliga, stieg aber postwendend wieder ab.
1994 wurden in der Rundsporthalle Spiele der Handball-Europameisterschaft der Frauen ausgetragen.
Neben dem Leistungssport wird die Halle auch für den Schul- und Trainingssport benutzt, unter anderem für Handball, Badminton, Turnen und Judo.
Im Jahr 2021 wurde die Halle zum Corona-Impfzentrum für den Rems-Murr-Kreis. Diese Funktion hatte die Halle bis zum 30. September 2021 inne.

## Geschichte
Die Rundsporthalle Waiblingen wurde in den Jahren 1971 bis 1973 erbaut.
In den 1990er Jahren wurde eine Asbestsanierung durchgeführt.
Im Jahr 2009 musste die Hallendecke abgebaut werden, da diese als Brandlast ausgemacht wurde.
Von 2017 bis 2018 wurde die Halle für rund 4,3 Millionen Euro von der Stadt Waiblingen erneuert. Dabei wurde die markante rote Außenverkleidung durch eine neue, grau-silbern glänzende Verkleidung ersetzt. In der Zwischenzeit musste der Spielbetrieb in das Staufer-Schulzentrum ausgelagert werden. Nach anderthalbjähriger Sanierung wurde am 20. Oktober 2018 das erste Heimspiel in der Waiblinger Rundsporthalle ausgetragen.